# Сяо Юньцун
Ся́о Юньцу́н (кит. трад. 蕭雲從, упр. 萧云从, пиньинь Xiāo Yúncóng, 1596—1673), художественный псевдоним: Умэнь Даожэнь (无闷道人) — китайский художник и поэт XVII столетия.

## Жизнь и творчество
Сяо Юньцун был поэтом и художником-пейзажистом, в своём творчестве ориентировавшимся на традиции и стиль живописцев, работавших во времена империи Юань (таких, как У Чжэнь, Ван Мэн и Ни Цзань). Основал художественную школу Гу шу (Старого искусства), которая подражала стилю произведений художника У Чжэня. Будучи сторонником империи Мин, после её падения оставался ей верным и отклонил предложения перейти на службу сменившей Минов маньчжурской империи Цин. Несмотря на достаточно замкнутый образ жизни, Сяо Юньцун ещё при жизни прославился своими картинами и рисунками.
В эпоху ранней Цин многие китайские живописцы в своём творчестве принадлежали к строго определённым художественным стилям. Однако работы таких мастеров пейзажа, как Сяо Юньцун и Мэй Цин (1623–1697) обладают такими особенностями, которые выделяют их из общего числа художников того времени. В их произведениях чувствуется сильное влияние живописи Ни Цзаня. Примером такого подхода является созданное в 1652 году полотно Сяо Юньцуна  Чтение в заснеженных горах. На нём изображена гора Гуаншань с одинокой хижиной учёного отшельника. Старец сидит у своего жилища, он занят чтением. Хижина вместе с ним является на картине единственным светлым пятном, окружённым тёмным массивом горного пейзажа. Вся сложная композиция выполнена тонкими линиями кисти, светлые тона красок успешно передают воздушную лёгкость тумана в этот снежный зимний день.
Несмотря на то, что художники различных стилей и тематики зачастую пренебрежительно относились к искусству своих коллег, они, тем не менее оказывали взаимное влияние на творчество друг друга. Также профессии живописцев, ремесленников и иллюстраторов литературы в средневековом Китае тесно переплетались. Когда художественный стиль, используемый в книжных иллюстрациях становился модным и популярным, им пользовались и представители других областей художественного творчества, в том числе и придворные мастера. Точно так же и художники-иллюстраторы наряду с лучшими ремесленниками заимствовали технику, тематику и эстетику известных мастеров рисунка. Сяо Юньцин и Чэнь Хуншоу, например, создали многочисленные иллюстрации к популярным произведениям на досках (ксилографии).

## Избранные работы
- Пекин, Дворцовый музей.
  - Чтение на заснеженных горах., Настенная картина-свиток, 1652.).
- Кливленд Художественный музей:
  - Ясные краски холмов и вод, 1664, Настенная картина-свиток, подписана.
- Лос-Анджелес Музей искусств:
  - Павильоны и мосты в тени высоких сосен между скал на краю ручьёв, 1669, картина-свиток, подписана.
- Нанкин :
  - Редкие деревья на террасе и облака, бумага, краски, картина-свиток.
- Париж Музей азиатского искусства Гиме:
  - Горы, 1655, тушь на золотом фоне, веер, подписан.
- Пекин Дворцовый музей:
  - Скалы на отвесных террасах, 1644, подписана.
  - Панорамный вид на реку с крутыми порогами и небольшими островами, тушь и краски на бумаге, картина-свиток.
- Шанхай :
  - Горы и деревья в обаках, краски на бумаге, картина-свиток.

## Галерея

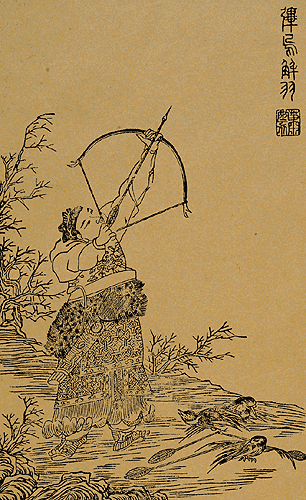
Стрельба из лука
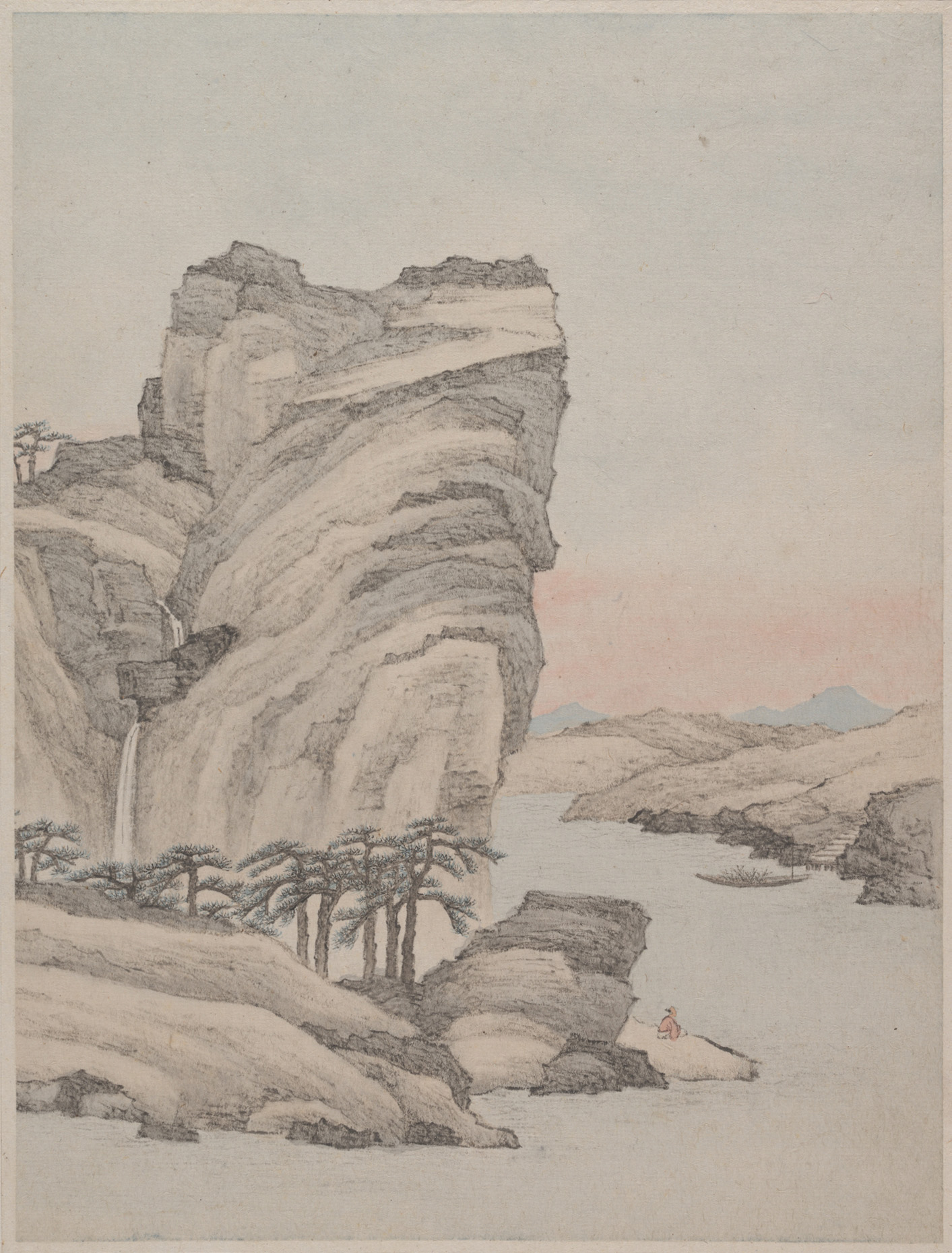
Горный пейзаж
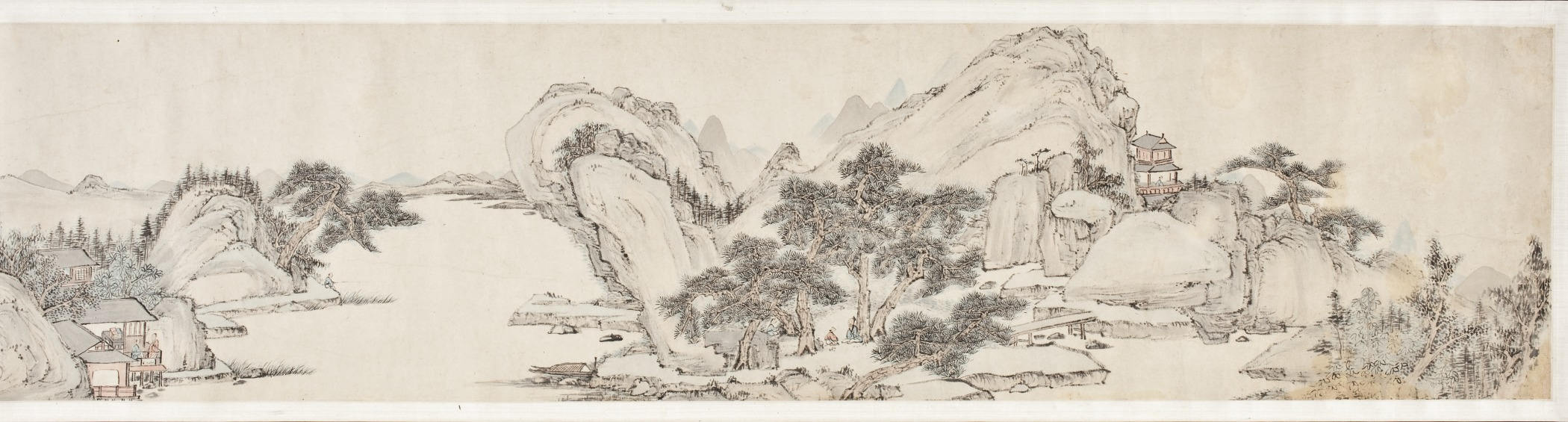
Пейзаж с горами и реками
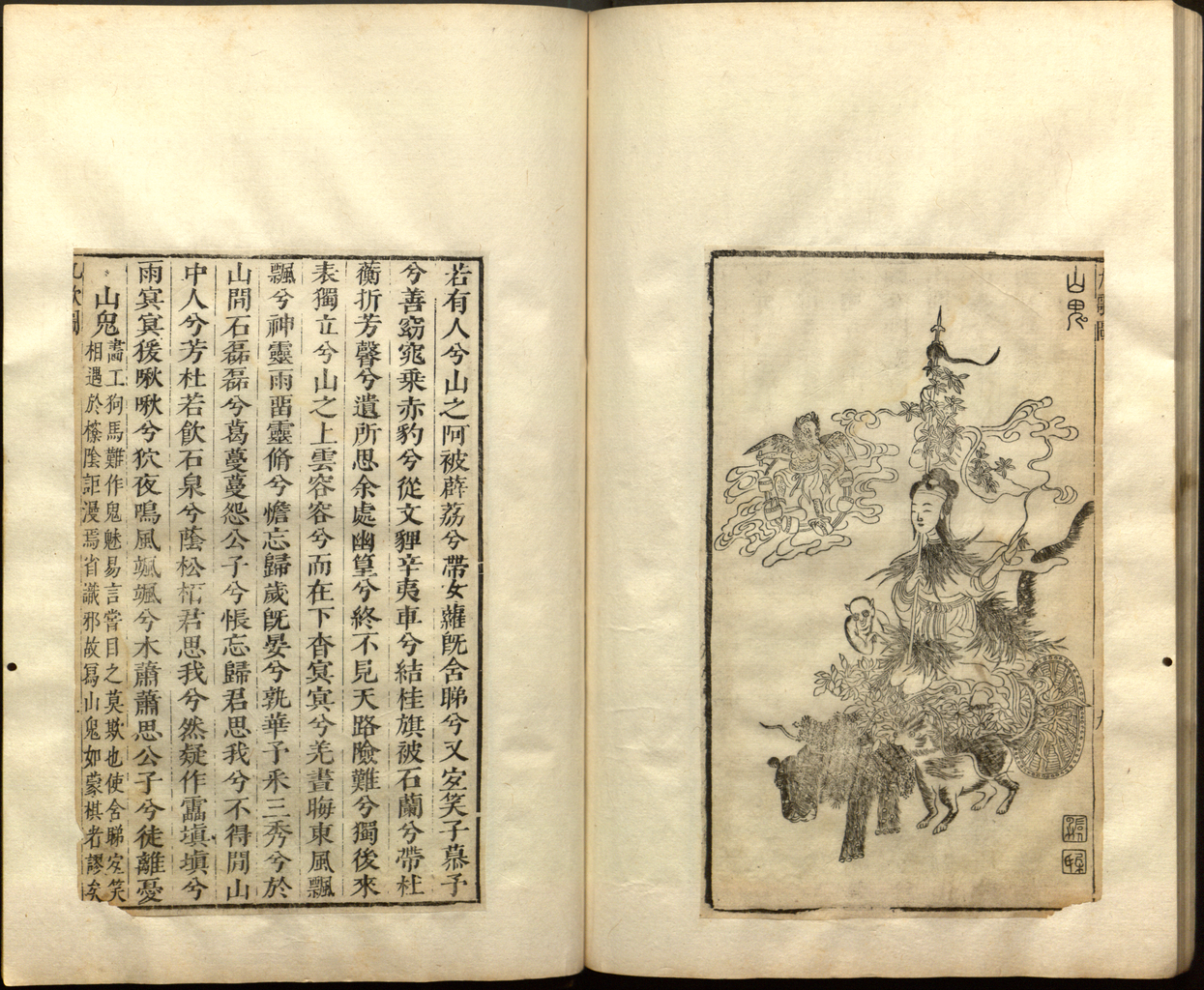
Из иллюстраций, сделанных Сяо Юнцзуном к Девяти песням (1645)
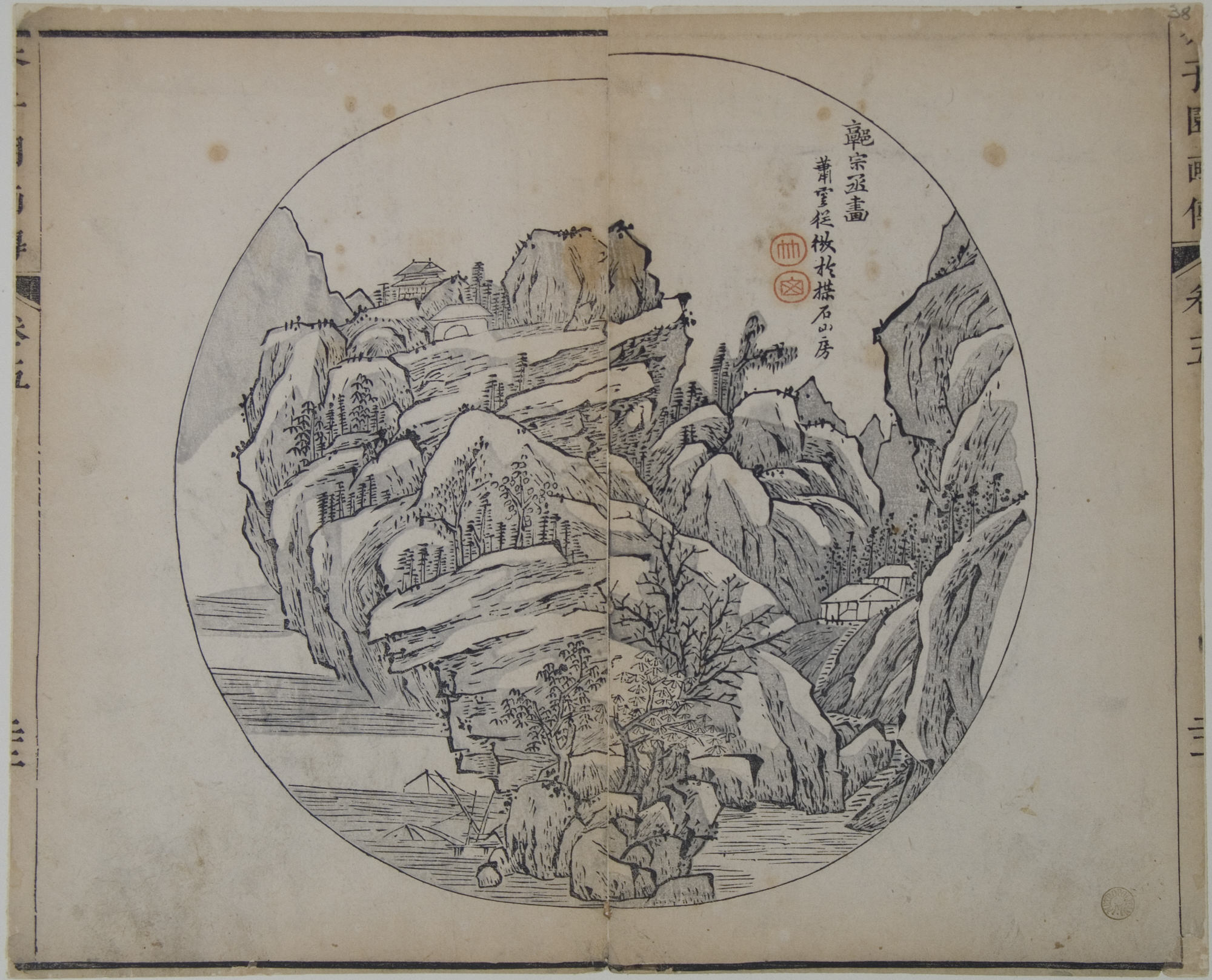
Среди скал